# Micromega
Micromega è un racconto filosofico scritto da Voltaire nel 1752.

## Trama
(Micromega, incipit)
Micromega, un filosofo di Sirio, incontra un filosofo di Saturno. Nei suoi innumerevoli viaggi Micromega aveva visto esseri di ogni genere, infinitamente grandi e intelligenti ma anche piccolissimi (almeno ai suoi occhi), per cui si avvicina al saturniano con sincera curiosità e solo dopo aver discorso un po' con lui non può fare a meno di compiacersi, tra sé e sé, della propria superiore intelligenza e delle proprie capacità fisiche. Decidono di intraprendere un viaggio insieme e così facendo giungono rapidamente sulla Terra. Il pianeta inizialmente gli sembra completamente disabitato in quanto tutte le forme di vita presenti risultano microscopiche ai loro occhi. Casualmente si imbattono in una spedizione di scienziati e filosofi di ritorno dal circolo polare artico su una grande nave. Solo con molta fatica e utilizzando un diamante come microscopio riescono a distinguere la sagoma dei terrestri e si stupiscono dell'esistenza di creature così piccole. Restano addirittura sbigottiti nel constatare che creature ai loro occhi tanto insignificanti sono in grado di comunicare e di effettuare calcoli matematici. Il libretto si chiude con la consegna ai terrestri, da parte del siriano, di un libro contenente il senso della vita.

## Finale
(Voltaire, Micromega, 1752)

## L'origine del testo
Per quanto sia uscito nel 1752, mentre il suo autore si trovava in Prussia, e nonostante il racconto venga annunciato nella corrispondenza dell'anno precedente, è probabile che Micromega sia la rielaborazione di un'opera del 1739, Voyage du baron de Gangan, inviata quell'anno a Federico II. La tesi, sostenuta dallo studioso statunitense I. O. Wade, si rafforza se si considerano le similitudini tra i protagonisti dei due testi e se si pensa che Voltaire dichiarava nel 1752 di aver pubblicato « une ancienne plaisanterie » (un vecchio scherzo). I temi filosofici, quali si delineano in Micromega, rimandano inoltre chiaramente all'ambiente di Cirey, esponendo argomenti che vi venivano dibattuti tra il 1737 e il 1739.
Ulteriori indizi a suffragio dell'ipotesi di Wade vengono offerti dall'anno in cui l'opera è ambientata. I due protagonisti giungono sulla Terra il 5 luglio 1737, giorno in cui Maupertuis e i suoi compagni naufragarono nel golfo di Botnia, ritornando dalla spedizione in Lapponia con cui si voleva dimostrare come il pianeta fosse schiacciato ai poli (l'episodio è inoltre chiaramente riprodotto in Micromega). L'ambiente di Cirey aveva seguito con apprensione la vicenda, poi conclusasi felicemente, e Voltaire aveva fatto un dettagliato resoconto dell'avventura, l'anno dopo, all'interno del terzo volume dei suoi Éléments de la philosophie de Newton.

## Edizioni
- Voltaire, Micromega, traduzione di Piero Banconi, BUR, 1996,  pp. 20, cap. 7, ISBN 88-17-16985-4.